# Le Cirque des rêves
Le Cirque des rêves (titre original : The Night Circus) est un roman de fantasy de l'écrivaine américaine Erin Morgenstern, publié en 2011 puis traduit en français et publié en 2012. Il s'agit du premier roman de l'autrice.
Le Cirque des rêves a remporté le prix Locus du meilleur premier roman 2012.

## Éditions
- The Night Circus, Doubleday, 13 septembre 2011, 384 p.  (ISBN 978-0-385-53463-5)
- Le Cirque des rêves, Flammarion, 6 octobre 2012, trad. Sabine Porte, 328 p.  (ISBN 978-2-08-126432-8)